# Bodenbachschlucht
Das Naturschutzgebiet Bodenbachschlucht liegt auf dem Gebiet der Gemeinde Spiegelberg in Baden-Württemberg.

## Kenndaten
Das Gebiet wurde durch Verordnung des Regierungspräsidiums Stuttgart vom 8. Dezember 1979 als Naturschutzgebiet unter der Schutzgebietsnummer 1081 ausgewiesen. Der CDDA-Code lautet 81430 und entspricht der WDPA-ID.

## Lage
Das Schutzgebiet liegt ungefähr 1,2 Kilometer südlich von Wüstenrot und 2,5 Kilometer nordöstlich von Spiegelberg. Es liegt im Naturraum 108-Schwäbisch-Fränkische Waldberge innerhalb der naturräumlichen Haupteinheit 10-Schwäbisches Keuper-Lias-Land.

## Schutzzweck
Wesentlicher Schutzzweck ist die Erhaltung der eindrucksvollen Stubensandsteinklinge in den Löwensteiner Bergen mit einer seltenen Farn- und Moosflora.